# Peristeria serroniana
Peristeria serroniana är en orkidéart som först beskrevs av João Barbosa Rodrigues, och fick sitt nu gällande namn av Leslie Andrew Garay. Peristeria serroniana ingår i släktet Peristeria och familjen orkidéer. Inga underarter finns listade i Catalogue of Life.